# 理性行為理論
理性行為理論(Theory of Reasoned Action)又譯作理性行動理論，是社會心理學中用以預測個人行為態度意向之理論，是在1977年由Fishbein與Ajzen所提出。該理論認為行為意向會受到態度及主觀性規範的影響。而行為意向會進一步影響行為。

## 歷史
理性行為理論在1975年由Fishbein與Ajzen提出，其基於各種態度理論，例如：學習理論、期望價值理論（Expectancy-value theory）、一致理論 （Consistency theories，如Heider的平衡理論（Balance theory），Osgood和Tannenbaum的一致性理論（congruity theory），以及Festinger的認知失調理論）和歸因理論。

## 參看
- 計畫行為理論